# Campionati europei di tuffi 2013
I campionati europei di tuffi 2013 si sono svolti dal 18 al 23 giugno 2013 a Rostock, in Germania.
Era nuovamente presente la prova a squadre miste dei tuffi, il cosiddetto Team event. Dopo essere stata proposta a scopo dimostrativo a Budapest 2010 e Torino 2011, è diventata un evento ufficiale a Eindhoven 2012.

## Nazioni e partecipanti
Le federazioni che hanno confermato la loro partecipazione alla rassegna sono complessivamente 19.
Nei tuffi partecipano un totale di 100 atleti; le delegazioni più numerose erano quelle dell'Italia e dell'Ucraina (12 atleti), della Russia (11) e della Germania (11).
| Nazione       |    |
| ------------- | -- |
| Austria       | 3  |
| Bielorussia   | 4  |
| Finlandia     | 5  |
| Francia       | 5  |
| Georgia       | 1  |
| Germania      | 11 |
| Gran Bretagna | 9  |
| Grecia        | 4  |
| Ungheria      | 6  |
| Italia        | 12 |

| Nazione     |    |
| ----------- | -- |
| Lituania    | 1  |
| Paesi Bassi | 4  |
| Norvegia    | 3  |
| Polonia     | 2  |
| Romania     | 2  |
| Russia      | 11 |
| Spagna      | 2  |
| Svezia      | 3  |
| Ucraina     | 12 |

## Medagliere
| Pos.   | Paese         | Oro | Argento | Bronzo | Totale |
| ------ | ------------- | --- | ------- | ------ | ------ |
| 1      | Ucraina       | 4   | 1       | 2      | 7      |
| 2      | Russia        | 3   | 4       | 4      | 11     |
| 3      | Germania      | 2   | 4       | 4      | 10     |
| 4      | Italia        | 2   | 1       | 0      | 3      |
| 5      | Gran Bretagna | 0   | 1       | 1      | 2      |
| Totale | Totale        | 11  | 11      | 11     | 33     |

## Podi

### Uomini
| Evento                      | Oro                                    | Punti  | Argento                                | Punti  | Bronzo                                          | Punti  |
| Tuffi individuali           |                                        |        |                                        |        |                                                 |        |
| Trampolino 1 m (dettagli)   | Illja Kvaša                            | 467,75 | Martin Wolfram                         | 414,75 | Oliver Homuth                                   | 414,45 |
| Trampolino 3 m (dettagli)   | Il'ja Zacharov                         | 502,90 | Evgenij Kuznecov                       | 471,55 | Patrick Hausding                                | 428,70 |
| Piattaforma 10 m (dettagli) | Oleksandr Bondar                       | 521,45 | Patrick Hausding                       | 514,65 | Viktor Minibaev                                 | 500,35 |
| Tuffi sincronizzati         |                                        |        |                                        |        |                                                 |        |
| Trampolino 3 m (dettagli)   | Russia Evgenij Kuznecov Il'ja Zacharov | 460,44 | Germania Patrick Hausding Stephan Feck | 431,58 | Ucraina Oleksandr Horškovozov Oleg Kolodij      | 422,52 |
| Piattaforma 10 m (dettagli) | Germania Patrick Hausding Sascha Klein | 431,58 | Russia Viktor Minibaev Artëm Česakov   | 431,58 | Ucraina Oleksandr Horškovozov Dmytro Mežens'kyj | 422,52 |

### Donne
| Evento                      | Oro                                        | Punti  | Argento                                  | Punti  | Bronzo                                        | Punti  |
| Tuffi individuali           |                                            |        |                                          |        |                                               |        |
| Trampolino 1 m (dettagli)   | Tania Cagnotto                             | 301,20 | Nadežda Bažina                           | 274,35 | Marija Poljakova                              | 273,90 |
| Trampolino 3 m (dettagli)   | Tina Punzel                                | 336,70 | Tania Cagnotto                           | 331,85 | Nadežda Bažina                                | 326,10 |
| Piattaforma 10 m (dettagli) | Julija Prokopčuk                           | 373,30 | Julija Koltunova                         | 371,10 | Maria Kurjo                                   | 323,00 |
| Tuffi sincronizzati         |                                            |        |                                          |        |                                               |        |
| Trampolino 3 m (dettagli)   | Italia Tania Cagnotto Francesca Dallapé    | 324,30 | Ucraina Hanna Pys'mens'ka Olena Fedorova | 300,60 | Gran Bretagna Rebecca Gallantree Alicia Blagg | 292,17 |
| Piattaforma 10 m (dettagli) | Russia Julija Koltunova Natal'ja Gončarova | 315,66 | Gran Bretagna Tonia Couch Sarah Barrow   | 306,24 | Germania Maria Kurjo Julia Stolle             | 299,16 |

### Misto
| Evento                | Oro                                       | Punti  | Argento                           | Punti  | Bronzo                                   | Punti  |
| Team event (dettagli) | Ucraina Oleksandr Bondar Julija Prokopčuk | 413,20 | Germania Sascha Klein Tina Punzel | 384,00 | Russia Evgenij Kuznecov Julija Koltunova | 348,10 |